# CAMeL-View
CAMeL-View ist eine Software zum modellbasierten Entwurf mechatronischer Systeme (MKS, Blockdiagramme, hydraulische Systeme, Simulation, Lineare Analyse, Hardware in the Loop).
CAMeL-View ermöglicht die objektorientierte Modellbildung mechatronischer Systeme mit Hilfe grafischer Blöcke. Für die Modellbildung stehen Grundelemente aus der Mehrkörpersystemdynamik, der Regelungstechnik, der Pneumatik, der Hydraulik sowie zur Hardwareanbindung zur Verfügung. Eigener C-Code kann ebenfalls in die Modelle integriert werden. Das erlaubt den Einsatz von CAMeL-View in allen Phasen des modellbasierten Entwurfs (Modellphase, Prüfstandsphase und Prototypenphase) insbesondere von mechatronischen Systemen.
Die Modellstruktur wird mit Hilfe von gerichteten und ungerichteten Verbindungslinien beschrieben und dargestellt. Es stehen sowohl physikalische Kopplungen (z. B. mechanische oder hydraulische Kopplungen) als auch Eingangs-/Ausgangskopplungen („Signalfluss“) zur Verfügung. Insbesondere die Eingabe von Gleichungen erfolgt symbolisch z. B. die Eingabe von Zustandsdifferentialgleichungen in Vektor- und Matrizenform. Ausgehend von der Modellstruktur werden die beschreibenden Gleichungen in Form einer nichtlinearen Zustandsraumdarstellung generiert und in ausführbaren C-Code konvertiert.
Für die Simulation steht in CAMeL-View eine konfigurierbare Experimentierumgebung (Simulator und Instrumentierungskomponenten) zur Verfügung mit deren Hilfe die Simulationsmodelle auf unterstützten Targets (MPC5200, TriCore, x86, …) ohne zusätzliche Softwarewerkzeuge für Hardware-in-the-Loop-Anwendungen eingesetzt werden können. Weiterhin wird die Generierung von sogenannten S-Functions zur Nutzung in Simulink und die Generierung von ANSI C-Code zur Nutzung in Standalone-Simulatoren unterstützt.
Eine wesentliche Besonderheit von CAMeL-View ist die Art wie die beschreibenden Gleichungen für Mehrkörpersystemmodelle erzeugt werden. Alle zur Codegenerierung verwendeten MKS-Formalismen erzeugen die Gleichungen in Form von gewöhnlichen expliziten Differentialgleichungen (ODE). Dies ist insbesondere in Hardware in the Loop Anwendungen von Bedeutung, da dort sichergestellt sein muss, dass die Berechnung der Simulationsergebnisse innerhalb einer festen Zeitscheibe garantiert werden kann. Erst dadurch wird der Einsatz von komplexen MKS-Modellen in Hardware in the Loop Anwendungen unter harten Echtzeitbedingungen möglich. Dies kann mit Hilfe von DAE-basierten Verfahren nicht garantiert werden.
Es stehen weitere Toolboxen für die Lineare Analyse (Eigenwerte, Nullstellen, Frequenzgang etc.), der VRML-basierten Animation zur Verfügung.
CAMeL-View wurde ab 1991 am Mechatronik Laboratorium Paderborn (J. Lückel) entwickelt und basiert auf Vorläufern, die seit 1986 entwickelt wurden. Der Name steht für Computer Aided Mechatronic Laboratory – Virtual Engineering Workbench und beschreibt die Grundintention eines auf die Anforderungen von Entwicklungsingenieuren zugeschnittenen Labors im Rechner.

## Referenzen
- M. Pohl, M. Hahn: Controller Design for an Electro-Hydraulic Power Sterring Applying Multi Domain Code Generation by CAMeL-View (Memento vom 22. Februar 2012 im Internet Archive),
9th International Workshop on Research and Education in Mechatronics 2008, University of Bergamo, Italy